# Hypeuthina fulgurita
Hypeuthina fulgurita är en fjärilsart som beskrevs av Lederer 1855. Hypeuthina fulgurita ingår i släktet Hypeuthina och familjen nattflyn. Inga underarter finns listade i Catalogue of Life.